# 科瓦奇·佐尔坦
科瓦奇·佐尔坦（匈牙利語：Kovács Zoltán，1964年1月2日—），匈牙利男子射击运动员。他曾代表匈牙利参加1988年夏季奥林匹克运动会射击比赛，获得男子25米快射手枪铜牌。